# NGC 3902
NGC 3902 (również PGC 36923 lub UGC 6790) – galaktyka spiralna z poprzeczką (SBbc), znajdująca się w gwiazdozbiorze Lwa. Odkrył ją William Herschel 6 kwietnia 1785 roku.